# 창녕경찰서
창녕경찰서(昌寧警察署, Changnyeong Police station)는 경상남도경찰청이 관할하는 경찰서 중 하나이다. 경상남도 창녕군 일대를 관할한다. 경상남도 창녕군 창녕읍 종로 38-6(교상리)에 위치하고 있다.
서장은 총경으로 보한다.

## 기본 정보
- 주소: 경상남도 창녕군 창녕읍 종로 38-6(교상리)
- 우편번호: 635-804

## 관할 파출소 및 지구대
창녕경찰서는 7개의 파출소를 산하에 두고 있다.
| 명칭       | 사진 | 주소                 | 관할구역               | 치안센터                   |
| ---------- | ---- | -------------------- | ---------------------- | -------------------------- |
| 읍내파출소 |      | 창녕읍 종로 61       | 창녕읍, 고암면         | 고암치안센터               |
| 남지파출소 |      | 남지읍 선창길 9      | 남지읍, 장마면         | 장마치안센터               |
| 영산파출소 |      | 영산면 영산계성로 96 | 영산면, 계성면, 도천면 | 계성치안센터, 도천치안센터 |
| 부곡파출소 |      | 부곡면 원앙로 188    | 부곡면, 길곡면         | 길곡치안센터               |
| 대합파출소 |      | 대합면 창한로 212    | 대합면, 성산면         | 성산치안센터               |
| 유어파출소 |      | 유어면 우포1대로 563 | 유어면, 대지면         | 대지치안센터               |
| 이방파출소 |      | 이방면 뒷골길 3      | 이방면                 |                            |